# 杢蔵山
杢蔵山（もくぞうさん）は山形県新庄市に位置する標高1,026mの山である。神室連峰の南端に位置し、新庄市街の正面に位置する。新庄市民にとって市の象徴的な山である。
山頂からは新庄盆地を一望でき、遠くに鳥海山・月山・葉山を望むことが出来る。神室連峰を神室山まで縦走する登山道の入口でもあり、気軽に登れる山として新庄市民に親しまれている。登山道の入口には山屋キャンプ場、杢蔵山へ向かう途中にある峰、前杢蔵には「杢蔵山荘」という山小屋がある。山荘からは美しい新庄市街の夜景を楽しめる。

## 新庄中継局
山屋キャンプ場と前杢蔵の間にある杢蔵山を構成する最も手前の峰、三角山の山頂に新庄中継局がある。この中継局は、山形市にある各放送局親局である西蔵王テレビ・FM放送所と庄内地方の基幹局である鶴岡市の高館山中継局を両方見通せる位置にあり、最上地方向けの放送設備のみならず、各局の庄内地方とのマイクロ波中継設備もある。
放送局だけではなく、山形県防災行政無線網の中継局も設置されており、基幹局である白鷹山からの電波を中継して鶴岡高館山に送っている他、山形県立新庄病院や山形県最上総合支庁と多重回線を結んでいる。

### 地上デジタルテレビジョン放送送信設備
| ID | 放送局名             | 物理 チャンネル | 空中線電力 | ERP  | 放送対象地域 | 放送区域 内世帯数 | 偏波面   |
| -- | -------------------- | --------------- | ---------- | ---- | ------------ | ----------------- | -------- |
| 1  | NHK 山形総合         | 17ch            | 100W       | 340W | 山形県       | 約6万4000世帯     | 水平偏波 |
| 2  | NHK 山形教育         | 15ch            | 100W       | 340W | 全国         | 約6万4000世帯     | 水平偏波 |
| 4  | YBC 山形放送         | 19ch            | 100W       | 360W | 山形県       | 約6万4000世帯     | 水平偏波 |
| 5  | YTS 山形テレビ       | 21ch            | 100W       | 360W | 山形県       | 約6万4000世帯     | 水平偏波 |
| 6  | TUY テレビユー山形   | 23ch            | 100W       | 360W | 山形県       | 約6万4000世帯     | 水平偏波 |
| 8  | SAY さくらんぼテレビ | 33ch            | 100W       | 360W | 山形県       | 約6万4000世帯     | 水平偏波 |

- 放送エリアは、新庄市・寒河江市・村山市・天童市・東根市・尾花沢市・西村山郡河北町・北村山郡大石田町・最上郡金山町・最上郡最上町・最上郡舟形町・最上郡真室川町・最上郡大蔵村・最上郡鮭川村・最上郡戸沢村（それぞれ各一部地域除く。）

### 地上アナログテレビジョン放送送信設備
| 放送局名             | チャンネル | 空中線電力        | ERP                | 放送対象地域 | 放送区域内世帯数 | 偏波面    | 運用終了日     |
| -------------------- | ---------- | ----------------- | ------------------ | ------------ | ---------------- | --------- | -------------- |
| NHK山形教育          | 2ch        | 映像50W 音声12.5W | 映像120W 音声31W   | 全国         | 5万1753世帯      | 垂直 偏波 | 2011年 7月24日 |
| NHK山形総合          | 9ch        | 映像50W 音声12.5W | 映像115W 音声29W   | 山形県       | 5万1753世帯      | 垂直 偏波 | 2011年 7月24日 |
| YBC山形放送          | 11ch       | 映像50W 音声12.5W | 映像100W 音声25W   | 山形県       | 不明             | 垂直 偏波 | 2011年 7月24日 |
| TUY テレビユー山形   | 26ch       | 映像300W 音声75W  | 映像1.5kW 音声380W | 山形県       | 不明             | 水平 偏波 | 2011年 7月24日 |
| SAY さくらんぼテレビ | 28ch       | 映像300W 音声75W  | 映像1.5kW 音声380W | 山形県       | 不明             | 水平 偏波 | 2011年 7月24日 |
| YTS 山形テレビ       | 58ch       | 映像300W 音声75W  | 映像1.5kW 音声380W | 山形県       | 不明             | 水平 偏波 | 2011年 7月24日 |

### FMラジオ送信設備
| 放送局名                    | 周波数  | 空中線電力 | ERP     | 放送対象地域 | 放送区域内世帯数 | 偏波面   |
| --------------------------- | ------- | ---------- | ------- | ------------ | ---------------- | -------- |
| Rhythm Station エフエム山形 | 78.2MHz | 音声50W    | 音声28W | 山形県       | 不明             | 垂直偏波 |
| NHK山形FM                   | 88.3MHz | 音声50W    | 音声28W | 山形県       | 4万1200世帯      | 垂直偏波 |

- エフエム山形は、NHK山形の施設を間借りしている。